# Draft 2018 de la NFL
2017 2019
La draft de la NFL 2018 est la 83e draft de la National Football League, permettant aux franchises de football américain de sélectionner des joueurs universitaires éligibles pour jouer à un niveau professionnel.
L'événement a lieu du 26 avril au 28 avril 2018, au AT&T Stadium d'Arlington dans l'état du Texas.
C'est la première fois que la Draft se déroule dans un stade NFL et la première fois que l'événement est organisé au Texas.
Pour être admissible à la Draft, les joueurs universitaires doivent avoir quitté l'école secondaire depuis au moins trois ans. La date limite pour s'y inscrire était le 15 janvier 2018.

## Draft
La Draft se compose de sept tours ayant généralement chacun 32 choix. L'ordre de sélection est décidé par le classement général des équipes durant la saison précédente, donc l'équipe ayant eu le moins de victoires va sélectionner en premier et ainsi de suite jusqu'au gagnant du Super Bowl. Les équipes peuvent échanger leurs choix de repêchage, ce qui fait que l'ordre préétabli peut changer.
Les équipes peuvent enfin se voir attribuer des choix compensatoires. Ces choix sont placés en fin de draft et peuvent être échangés comme tout autre choix depuis 2017. Les choix compensatoires sont remis aux équipes ayant perdu plus de joueurs (et de meilleure qualité) qu'ils en ont signés pendant la free agency.
- ° : Intronisé au Pro Football Hall of Fame
- † : Joueur sélectionné pour le Pro Bowl

### 1ertour
| Choix | Équipe                             | Joueur                 | Poste            | Équipe universitaire             | Notes                            |
| ----- | ---------------------------------- | ---------------------- | ---------------- | -------------------------------- | -------------------------------- |
| 1     | Browns de Cleveland                | Baker Mayfield †       | Quarterback      | Sooners de l'Oklahoma            |                                  |
| 2     | Giants de New York                 | Saquon Barkley †       | Running back     | Nittany Lions de Penn State      |                                  |
| 3     | Jets de New York                   | Sam Darnold †          | Quarterback      | Trojans de l'USC                 | Colts → Jets                     |
| 4     | Browns de Cleveland                | Denzel Ward †          | Cornerback       | Buckeyes d'Ohio State            | Texans → Browns                  |
| 5     | Broncos de Denver                  | Bradley Chubb †        | Defensive end    | Wolfpack de North Carolina State |                                  |
| 6     | Colts d'Indianapolis               | Quenton Nelson †       | Offensive guard  | Fighting Irish de Notre Dame     | Jets → Colts                     |
| 7     | Bills de Buffalo                   | Josh Allen †           | Quarterback      | Cowboys du Wyoming               | Buccaneers → Bills               |
| 8     | Bears de Chicago                   | Roquan Smith †         | Linebacker       | Bulldogs de la Géorgie           |                                  |
| 9     | 49ers de San Francisco             | Mike McGlinchey        | Offensive tackle | Fighting Irish de Notre Dame     |                                  |
| 10    | Cardinals de l'Arizona             | Josh Rosen             | Quarterback      | Bruins de l'UCLA                 | Raiders → Cardinals              |
| 11    | Dolphins de Miami                  | Minkah Fitzpatrick †   | Safety           | Crimson Tide de l'Alabama        |                                  |
| 12    | Buccaneers de Tampa Bay            | Vita Vea †             | Defensive tackle | Huskies de Washington            | Bengals → Bills → Buccaneers     |
| 13    | Redskins de Washington             | Daron Payne †          | Defensive tackle | Crimson Tide de l'Alabama        |                                  |
| 14    | Saints de La Nouvelle-Orléans      | Marcus Davenport       | Defensive end    | Roadrunners de l'UTSA            | Packers → Saints                 |
| 15    | Raiders d'Oakland                  | Kolton Miller          | Offensive tackle | Bruins de l'UCLA                 | Cardinals → Raiders              |
| 16    | Bills de Buffalo                   | Tremaine Edmunds †     | Linebacker       | Hokies de Virginia Tech          | Ravens → Bills                   |
| 17    | Chargers de Los Angeles            | Derwin James †         | Safety           | Seminoles de Florida State       |                                  |
| 18    | Packers de Green Bay               | Jaire Alexander †      | Cornerback       | Cardinals de Louisville          | Seahawks → Packers               |
| 19    | Cowboys de Dallas                  | Leighton Vander Esch † | Linebacker       | Broncos de Boise State           |                                  |
| 20    | Lions de Détroit                   | Frank Ragnow †         | Centre           | Razorbacks de l'Arkansas         |                                  |
| 21    | Bengals de Cincinnati              | Billy Price (en)       | Centre           | Buckeyes d'Ohio State            | Bills → Bengals                  |
| 22    | Titans du Tennessee                | Rashaan Evans (en)     | Linebacker       | Crimson Tide de l'Alabama        | Chiefs → Bills → Ravens → Titans |
| 23    | Patriots de la Nouvelle-Angleterre | Isaiah Wynn            | Offensive tackle | Bulldogs de la Géorgie           | Rams → Patriots.                 |
| 24    | Panthers de la Caroline            | D. J. Moore            | Wide receiver    | Terrapins du Maryland            |                                  |
| 25    | Ravens de Baltimore                | Hayden Hurst           | Tight end        | Gamecocks de la Caroline du Sud  | Titans → Ravens                  |
| 26    | Falcons d'Atlanta                  | Calvin Ridley          | Wide receiver    | Crimson Tide de l'Alabama        |                                  |
| 27    | Seahawks de Seattle                | Rashaad Penny          | Running back     | Aztecs de San Diego State        | Saints → Packers → Seahawks      |
| 28    | Steelers de Pittsburgh             | Terrell Edmunds (en)   | Safety           | Hokies de Virginia Tech          |                                  |
| 29    | Jaguars de Jacksonville            | Taven Bryan (en)       | Defensive tackle | Gators de la Floride             |                                  |
| 30    | Vikings du Minnesota               | Mike Hughes (en)       | Cornerback       | Knights de l'UCF                 |                                  |
| 31    | Patriots de la Nouvelle-Angleterre | Sony Michel            | Running back     | Bulldogs de la Géorgie           |                                  |
| 32    | Ravens de Baltimore                | Lamar Jackson †        | Quarterback      | Cardinals de Louisville          | Eagles → Ravens                  |

#### Échanges1ertour
1. ↑  Colonne réservée aux échanges de choix de draft.
2. 1 2  Les Colts d'Indianapolis échangent leur 2e choix de 1er tour contre le 6e choix du 1er tour des Jets de New York ainsi que les 37e et 49e choix de la Draft 2018 (2etour) et le choix de 2e tour de la Draft 2019 de la NFL.
3. ↑  Les Texans de Houston avaient échangé leur 4e choix de 1er tour de la Draft 2018 et le 1er choix du second tour de la Draft 2017 de la NFL contre le 12e choix du premier tour des Browns de Cleveland lors de la Draft 2017 de la NFL. Avec cet échange, les Texans avaient sélectionné en 2017 le QB Deshaun Watson.
4. 1 2  Tampa Bay a échangé son 7e choix de premier tour avec le 12e choix de premier tour et les 53e et 56e du second tour de la Draft 2018 de Buffalo.
5. 1 2  Les Raiders d'Oakland ont échangé leur 10e choix de premier tour de la Draft 2018 contre les 15e choix de 1er tour, 79e choix de 3e tour et 152e choix de 5e tour de la Draft 2018 des Cardinals de l'Arizona.
6. 1 2  Les Bengals de Cincinnati ont échangé leurs 1er et 6e tours (respectivement les 12e et 187e choix) de la draft 2018 contre l'OT Cordy Glenn et les 1er et 5e tours (respectivement les 21e et 158e choix) de la draft 2018 des Bills de Buffalo.
7. 1 2  Les Packers de Green Bay ont échangé ler 14e choix de 1er tour de la Draft 2018 contre le 27e choix de 1er tour et le 147e choix de 5e tour de la Draft 2018 ainsi que le futur choix de 1er tour de la Draft 2019 des Saints.
8. 1 2  Les Ravens de Baltimore ont échangé leurs 16e choix du 1er tour et leur 154e choix du 5e tour de la Draft 2018 contre le 22e choix du 1er tour et le 65e choix du 3e tour de la Draft 2018 des Bills de Buffalo.
9. 1 2  Les Seahawks de Seattle ont échangé leur 18e choix de 1er tour et leur 248e choix de 7e tour de la Draft 2018 contre le 27e choix de 1er tour, le 76e choix de 3e tour et le 186e choix de 6e tour de la Draft 2018 des Packers de Green Bay.
10. ↑  Les Chiefs de Kansas City avaient échangé leur choix de 1er tour de la Draft 2018 ainsi que leurs 27e choix de 1er tour et leur 9e choix de 3e tour de la Draft 2017 contre le10e choix du 1er tour de la Draft 2017 de la NFL des Bills de Buffalo. Grâce à cet échange, les Chiefs ont pu acquérir Patrick Mahomes II.
11. 1 2  Les Ravens de Baltimore ont échangé leurs 22e choix de 1er tour et leur 215e choix de 6e tour de la Draft 2018 contre le 25e choix de 1er tour et le 125e choix de 6e tour de la Draft 2018 des Titans du Tennessee.
12. ↑  Les Rams de Los Angeles ont échangé leurs 1er et 6e tours de la draft 2018 (respectivement les 23e et 198e choix) contre le 4e tour de la draft 2018 (le 136e choix) et le WR Brandin Cooks des Patriots de la Nouvelle-Angleterre.
13. ↑  Les Eagles de Philadelphie ont échangé leur 32e choix de 1er tour et leur 132e choix de 4e tour contre les 52e choix de 2e tour et 125e choix de 4e tour de la Draft 2018 et le futur choix de 2e tour de la Draft 2019 de la NFL des Ravens de Baltimore.

### Joueurs notables sélectionnés dans les tours suivants
| Choix | Équipe                             | Joueur              | Position         | Université                       | Notes                         |
| ----- | ---------------------------------- | ------------------- | ---------------- | -------------------------------- | ----------------------------- |
| 35    | Browns de Cleveland                | Nick Chubb †        | Running back     | Bulldogs de la Géorgie           | Texans → Browns               |
| 36    | Colts d'Indianapolis               | Darius Leonard †    | Linebacker       | Bulldogs de South Carolina State |                               |
| 38    | Buccaneers de Tampa Bay            | Ronald Jones II     | Running back     | Trojans de l'USC                 |                               |
| 40    | Broncos de Denver                  | Courtland Sutton †  | Wide receiver    | Mustangs de SMU                  |                               |
| 41    | Titans du Tennessee                | Harold Landry †     | Linebacker       | Eagles de Boston College         | Raiders → Titans              |
| 47    | Cardinals de l'Arizona             | Christian Kirk      | Wide receiver    | Aggies de Texas A&M              |                               |
| 54    | Bengals de Cincinnati              | Jessie Bates III †  | Safety           | Demon Deacons de Wake Forest     | Chiefs → Bengals              |
| 61    | Jaguars de Jacksonville            | D. J. Chark †       | Wide receiver    | Tigers de LSU                    |                               |
| 62    | Vikings du Minnesota               | Brian O'Neill †     | Offensive tackle | Panthers de Pittsburgh           |                               |
| 70    | 49ers de San Francisco             | Fred Warner †       | Linebacker       | Cougars de BYU                   | Bears → 49ers                 |
| 81    | Cowboys de Dallas                  | Michael Gallup      | Wide receiver    | Rams de Colorado State           |                               |
| 83    | Ravens de Baltimore                | Orlando Brown Jr. † | Offensive tackle | Sooners de l'Oklahoma            |                               |
| 86    | Ravens de Baltimore                | Mark Andrews †      | Tight end        | Sooners de l'Oklahoma            |                               |
| 90    | Ravens de Baltimore                | Connor McGovern †   | Centre           | Nittany Lions de Penn State      |                               |
| 130   | Eagles de Philadelphie             | Josh Sweat †        | Defensive end    | Seminoles de Florida State       | Vikings → Eagles              |
| 149   | Seahawks de Seattle                | Michael Dickson †   | Punter           | Longhorns du Texas               | Redskins → Broncos → Seahawks |
| 166   | Bills de Buffalo                   | Wyatt Teller †      | Offensive guard  | Hokies de Virginia Tech          | Jaguars → Bills               |
| 235   | Colts d'Indianapolis               | Zaire Franklin †    | Linebacker       | Orange de Syracuse               | Seahawks → Jets → Colts       |
| 247   | Jaguars de Jacksonville            | Logan Cooke †       | Punter           | Bulldogs de Mississippi State    |                               |
| ND    | Cowboys de Dallas                  | Charvarius Ward †   | Cornerback       | Blue Raiders de Middle Tennessee |                               |
| ND    | Broncos de Denver                  | Phillip Lindsay †   | Running back     | Buffaloes du Colorado            |                               |
| ND    | Patriots de la Nouvelle-Angleterre | J. C. Jackson †     | Cornerback       | Terrapins du Maryland            |                               |
| ND    | Saints de La Nouvelle-Orléans      | J. T. Gray †        | Safety           | Bulldogs de Mississippi State    |                               |
| ND    | Eagles de Philadelphie             | Jeremy Reaves †     | Safety           | Jaguars de South Alabama         |                               |
| ND    | Rams de Los Angeles                | KhaDarel Hodge †    | Wide receiver    | Panthers de Prairie View A&M     |                               |

#### Échanges tours suivants
1. ↑    1. 149 Denver échange un choix de quatrième tour 2018 (109e, un choix de cinquième tour 2018 (142e), un choix de cinquième tour 2018 (163e) et un choix de sixième tour conditionnel pour 2020 (si Cravens joue dans un match éliminatoire) avec Washington pour Su'a Cravens (en), un choix de quatrième tour 2018 (113e) et un choix de cinquième tour 2018 149e).
2. ↑    1. 149 Seattle échange un choix de cinquième tour 2018 (156e) et un choix de septième tour 2018 (226e) avec Denver contre un choix de cinquième tour 2018 (149e).

### Draft supplémentaire
Une draft supplémentaire a lieu à l’été de 2018. Pour chaque joueur sélectionné dans la draft supplémentaire, l’équipe perd son choix lors de ce tour lors de la draft de la saison suivante.
| Tour | Équipe                 | Joueur                | Position   | Université                  | Notes |
| ---- | ---------------------- | --------------------- | ---------- | --------------------------- | ----- |
| 3    | Giants de New York     | Sam Beal (en)         | Cornerback | Broncos de Western Michigan |       |
| 6    | Redskins de Washington | Adonis Alexander (en) | Cornerback | Hokies de Virginia Tech     |       |

## Statistiques par conférences
Pour la douzième année consécutive, c'est la Southeastern Conference qui a le plus de joueurs sélectionnés (53) lors de la draft annuelle.
| Conference                           | 1er tour                          | 2e tour                           | 3e tour                           | 4e tour                           | 5e tour                           | 6e tour                           | 7e tour                           | Total                             |
| Conférences NCAA Division I (FBS)    | Conférences NCAA Division I (FBS) | Conférences NCAA Division I (FBS) | Conférences NCAA Division I (FBS) | Conférences NCAA Division I (FBS) | Conférences NCAA Division I (FBS) | Conférences NCAA Division I (FBS) | Conférences NCAA Division I (FBS) | Conférences NCAA Division I (FBS) |
| ------------------------------------ | --------------------------------- | --------------------------------- | --------------------------------- | --------------------------------- | --------------------------------- | --------------------------------- | --------------------------------- | --------------------------------- |
| The American                         | 1                                 | 2                                 | 3                                 | 0                                 | 3                                 | 4                                 | 5                                 | 18                                |
| ACC                                  | 6                                 | 4                                 | 7                                 | 9                                 | 6                                 | 6                                 | 7                                 | 45                                |
| Big 12                               | 1                                 | 2                                 | 5                                 | 3                                 | 4                                 | 3                                 | 2                                 | 20                                |
| Big Ten                              | 4                                 | 5                                 | 3                                 | 7                                 | 7                                 | 5                                 | 2                                 | 33                                |
| C-USA                                | 1                                 | 1                                 | 1                                 | 2                                 | 1                                 | 2                                 | 1                                 | 10                                |
| Ind. (FBS)                           | 2                                 | 0                                 | 1                                 | 1                                 | 0                                 | 1                                 | 0                                 | 5                                 |
| MAC                                  | 0                                 | 0                                 | 1                                 | 0                                 | 2                                 | 0                                 | 2                                 | 5                                 |
| MW                                   | 3                                 | 1                                 | 1                                 | 0                                 | 0                                 | 1                                 | 3                                 | 9                                 |
| Pac-12                               | 4                                 | 4                                 | 4                                 | 4                                 | 5                                 | 7                                 | 2                                 | 30                                |
| SEC                                  | 10                                | 10                                | 6                                 | 6                                 | 4                                 | 8                                 | 9                                 | 53                                |
| Sun Belt                             | 0                                 | 0                                 | 1                                 | 1                                 | 0                                 | 2                                 | 0                                 | 4                                 |
| Conférences NCAA Division I (FCS)    |                                   |                                   |                                   |                                   |                                   |                                   |                                   |                                   |
| Big Sky                              | 0                                 | 0                                 | 0                                 | 1                                 | 0                                 | 0                                 | 0                                 | 1                                 |
| CAA                                  | 0                                 | 0                                 | 0                                 | 1                                 | 1                                 | 1                                 | 0                                 | 3                                 |
| Ivy                                  | 0                                 | 0                                 | 0                                 | 0                                 | 1                                 | 1                                 | 0                                 | 2                                 |
| MEAC                                 | 0                                 | 1                                 | 1                                 | 0                                 | 0                                 | 0                                 | 0                                 | 2                                 |
| MVFC                                 | 0                                 | 1                                 | 0                                 | 0                                 | 2                                 | 0                                 | 0                                 | 3                                 |
| NEC                                  | 0                                 | 0                                 | 0                                 | 0                                 | 0                                 | 1                                 | 0                                 | 1                                 |
| OVC                                  | 0                                 | 0                                 | 0                                 | 0                                 | 1                                 | 0                                 | 1                                 | 2                                 |
| Patriot                              | 0                                 | 0                                 | 0                                 | 1                                 | 0                                 | 0                                 | 0                                 | 1                                 |
| SoCon                                | 0                                 | 0                                 | 0                                 | 0                                 | 0                                 | 1                                 | 0                                 | 1                                 |
| Southland                            | 0                                 | 1                                 | 0                                 | 1                                 | 0                                 | 1                                 | 0                                 | 3                                 |
| Conférences de la Division II (NCAA) |                                   |                                   |                                   |                                   |                                   |                                   |                                   |                                   |
| GIAA                                 | 0                                 | 0                                 | 0                                 | 0                                 | 0                                 | 1                                 | 0                                 | 1                                 |
| GLIAC                                | 0                                 | 0                                 | 0                                 | 0                                 | 0                                 | 0                                 | 1                                 | 1                                 |
| GNAC                                 | 0                                 | 0                                 | 1                                 | 0                                 | 0                                 | 0                                 | 0                                 | 1                                 |
| MIAA                                 | 0                                 | 0                                 | 1                                 | 0                                 | 0                                 | 0                                 | 0                                 | 1                                 |
| Sélection hors universités           |                                   |                                   |                                   |                                   |                                   |                                   |                                   |                                   |
| NRL                                  | 0                                 | 0                                 | 0                                 | 0                                 | 0                                 | 0                                 | 1                                 | 1                                 |

## Statistiques par universités de Division I FBS
| Sélections | Universités |
| ---------- | --- |
| 12         | Crimson Tide de l'Alabama |
| 7          | Tigers de LSU, Wolfpack de North Carolina State, Buckeyes d'Ohio State |
| 6          | Seminoles de Florida State, Bulldogs de la Géorgie, Hurricanes de Miami (FL), Nittany Lions de Penn State |
| 5          | Gators de la Floride, Bruins de l'UCLA, Hokies de Virginia Tech, Huskies de Washington, Badgers du Wisconsin |
| 4          | Tigers d'Auburn, Cardinals de Louisville, Bulldogs de Mississippi State, Notre Dame, Sooners de l'Oklahoma, Cowboys d'Oklahoma State, Rebels d'Ole Miss, Cardinal de Stanford, Longhorns du Texas, Knights de l'UCF, Trojans de l'USC |
| 3          | Sun Devils d'Arizona State, Eagles de Boston College, Tigers de Clemson, Hawkeyes de l'Iowa, Tar Heels de la Caroline du Nord, Panthers de Pittsburgh, Mustangs de SMU, Golden Eagles de Southern Miss, Horned Frogs de TCU, Volunteers du Tennessee, Texas A&M |
| 2          | Razorbacks de l'Arkansas, Broncos de Boise State, Golden Bears de Californie, Hoosiers de l'Indiana, Ragin' Cajuns de Louisiana-Lafayette, Terrapins du Maryland, Tigers de Memphis, Wolverines du Michigan, Ducks de l'Oregon, Scarlet Knights de Rutgers, Aztecs de San Diego State, Bulls de South Florida, Owls de Temple, Red Raiders de Texas Tech, Green Wave de Tulane, Cavaliers de la Virginie, Demon Deacons de Wake Forest, Cougars de Washington State, Hilltoppers de Western Kentucky, Broncos de Western Michigan |